# Ross Tong
Ross Stuart Tong (født 21. april 1961 i Wanganui, New Zealand) er en newzealandsk tidligere roer.
Tong var en del af den newzealandske firer med styrmand, der vandt bronze ved OL 1984 i Los Angeles. Bådens øvrige besætning var Kevin Lawton, Don Symon, Barrie Mabbott og styrmand Brett Hollister. I finalen blev newzealændernes båd besejret af Storbritannien, der vandt guld, og af USA, der fik sølv. Det var den eneste udgave af OL, Tong deltog i.

## OL-medaljer
- 1984:  Bronze i firer med styrmand